# Victoria Woodhull

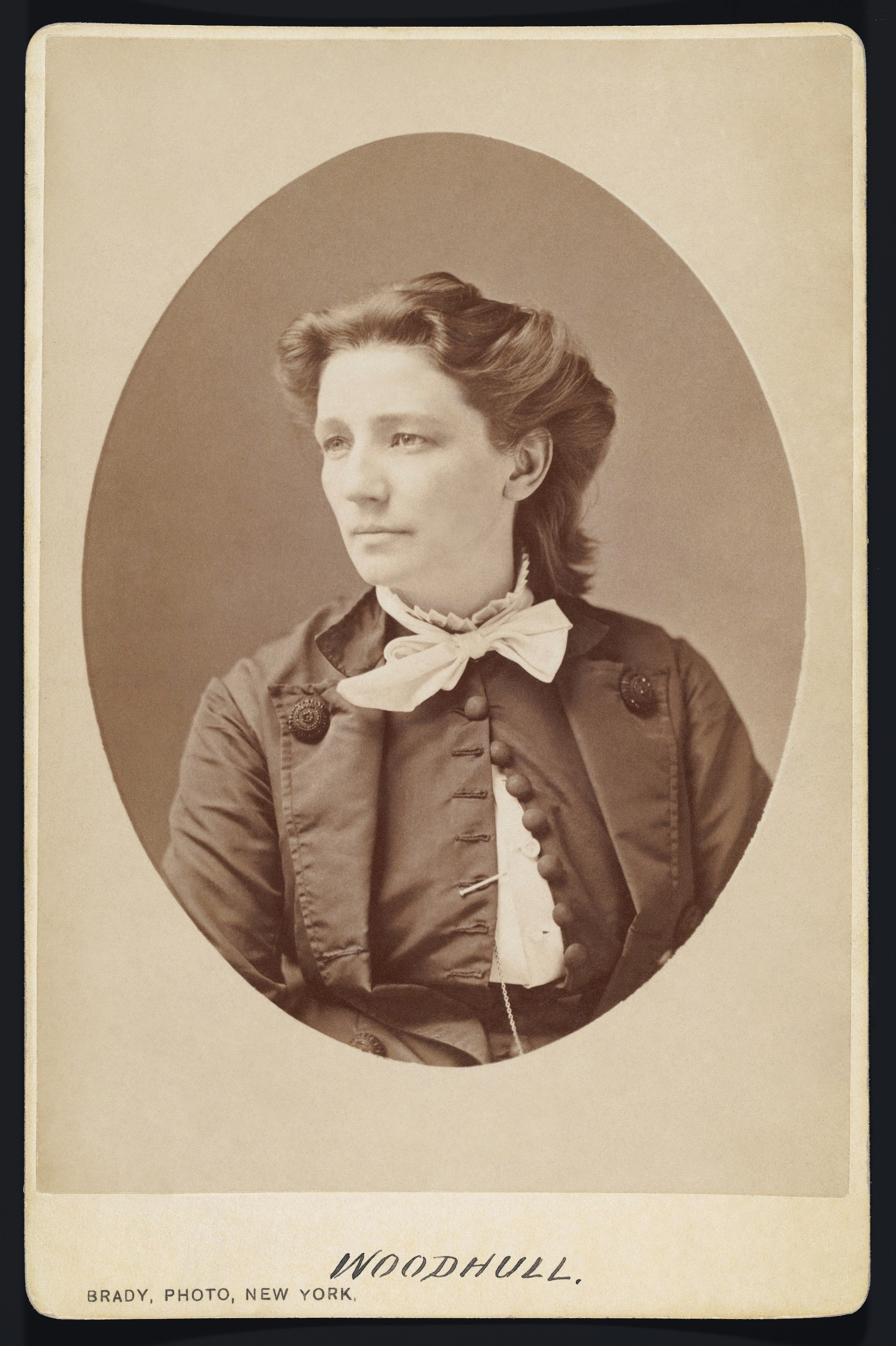
Victoria Woodhull

Victoria Claflin Woodhull (Homer, Licking County (Ohio), 23 september 1838 – Bredon, 9 juni 1927) was een Amerikaans activiste en politica. Ze was een van de leiders van de vrouwenkiesrechtbeweging en ze was de eerste vrouw in de Verenigde Staten die zich kandidaat stelde voor het presidentschap.

## Activisme
Woodhull beijverde zich voor vrouwenrechten en hervormingen op het gebied van de arbeidsmarkt en ze was voorstander van de vrije liefde, waarmee ze bedoelde dat trouwen, scheiden en kinderen krijgen zonder bemoeienis van de overheid plaats moest vinden. Samen met haar zus was ze de eerste vrouw die aandelenhandelaar werd en ze richtten een handelsfirma op. De beide dames stichtten ook het weekblad Woodhull & Claflin's Weekly, dat vanaf 1870 verscheen.

## Presidentskandidaat
Op het hoogtepunt van haar politieke carrière, in 1872, besloot ze zich kandidaat te stellen voor het presidentschap en ze verkreeg de nominatie namens de Equal Rights Party. De abolitionist en politicus Frederick Douglass werd zonder zijn medeweten tot kandidaat voor het vicepresidentschap benoemd; het is niet bekend of hij de nominatie accepteerde. De kandidatuur van Woodhull was bij voorbaat kansloos, niet slechts door de zeer bescheiden financiële middelen voor de campagne, maar hoofdzakelijk omdat zij niet de vereiste minimumleeftijd voor het presidentschap had. Historici zijn het niet eens of de naam van Woodhull wel (overal) op de kiesbiljetten voorkwam of zelfs maar dat er geldige stemmen op haar zijn uitgebracht. 
Een paar dagen voor de verkiezingen werd Woodhull voor "obsceniteiten" gearresteerd, omdat ze in haar krant gewag had gemaakt van de buitenechtelijke relatie van een New Yorkse dominee met de vrouw van een voormalig assistent van hem, volgens Woodhull een typerend geval van een dubbele moraal. Het was voer voor de media, die Woodhull eerder al op haar standpunten over de vrije liefde hadden aangevallen. Na een gevangenschap van zes maanden werd Woodhull tijdens het proces op technische gronden vrijgesproken.